# سيمون ويلسون (مبارز بالسيف)
سيمون ويلسون (بالإنجليزية: Simon Wilson)‏ هو مبارز بالسيف بريطاني، ولد في 17 أكتوبر 1958.